# Psilogramma andamanica
Psilogramma andamanica là một loài bướm đêm thuộc họ Sphingidae. Loài này có ở quần đảo Andaman.